# FC Belize
El FC Belíce es un equipo de fútbol profesional que juega en la Liga Premier de Fútbol de Belice que es la primera división de Belice organizada por la Federación de Fútbol de Belice. Tiene su sede en la Ciudad de Belice.

## Jugadores

### Jugadores históricos del club
- Deon McCauley
- Charlie Slusher
- Vallan Symns
- José Cáceres
- Robert McCormick
- Andrew "Carter" Brown

## Palmarés
- Liga Premier de Belice (2): 2006, 2007